# Lobkovická hrobka (Netín)
Lobkovická hrobka, zvaná také Lobkowiczká hrobka nebo hrobka rodu Lobkowiczů v Netíně je novogotická pohřební kaple Panny Marie Sedmibolestné z let 1869–1871, ve které jsou pochováni majitelé zámku Velké Meziříčí. Místo posledního odpočinku tu nalezli členové šlechtických rodů Lobkowiczů, Harrachů a Podstatzkých-Lichtenstein. Nachází se ve svahu vrchu Strážnice nad Netínem v okrese Žďár nad Sázavou, vede k ní lipová alej a křížová cesta. Stavba je památkově chráněná a pro veřejnost je zpřístupněna jeden den v roce.

## Historie
Ves Netín se stala součástí velkostatku Velké Meziříčí (německy Groß-Meseritsch), od kterého je vzdálena přibližně 10 kilometrů, v roce 1729, kdy ho koupil František hrabě z Ugarte. V 19. století tehdejší panství vlastnili Liechtensteinové. V roce 1819 ho po otci Mořicovi zdědila Leopoldina z Liechtensteinu, provdaná princezna Lobkowiczová (1815–1899). Fakticky se ho ujala v roce 1837, kdy dosáhla plnoletosti.
Ta nechala na vršku severně od kostela Nanebevzetí Panny Marie po smrti svého syna Ludvíka (1843–1868) zbudovat v letech 1869–1871 hrobní kapli podle projektu architekta a historika umění Augusta (Augustina) Prokopa (1838–1915), který také navrhl Novou synagogu ve Velkém Meziříčí, Tělocvičnu Pod Hradem v Brně nebo se podílel na renovaci brněnské katedrály sv. Petra a Pavla. Prováděcím stavitelem byl rovněž August Prokop. Celkové náklady činily 56 tisíc korun.
Po Lobkowiczích zdědili hrobku Harrachové a po nich rod Podstatzky-Lichtenstein.
V roce 1923 se do hrobky někdo vloupal.

## Architektura a vybavení

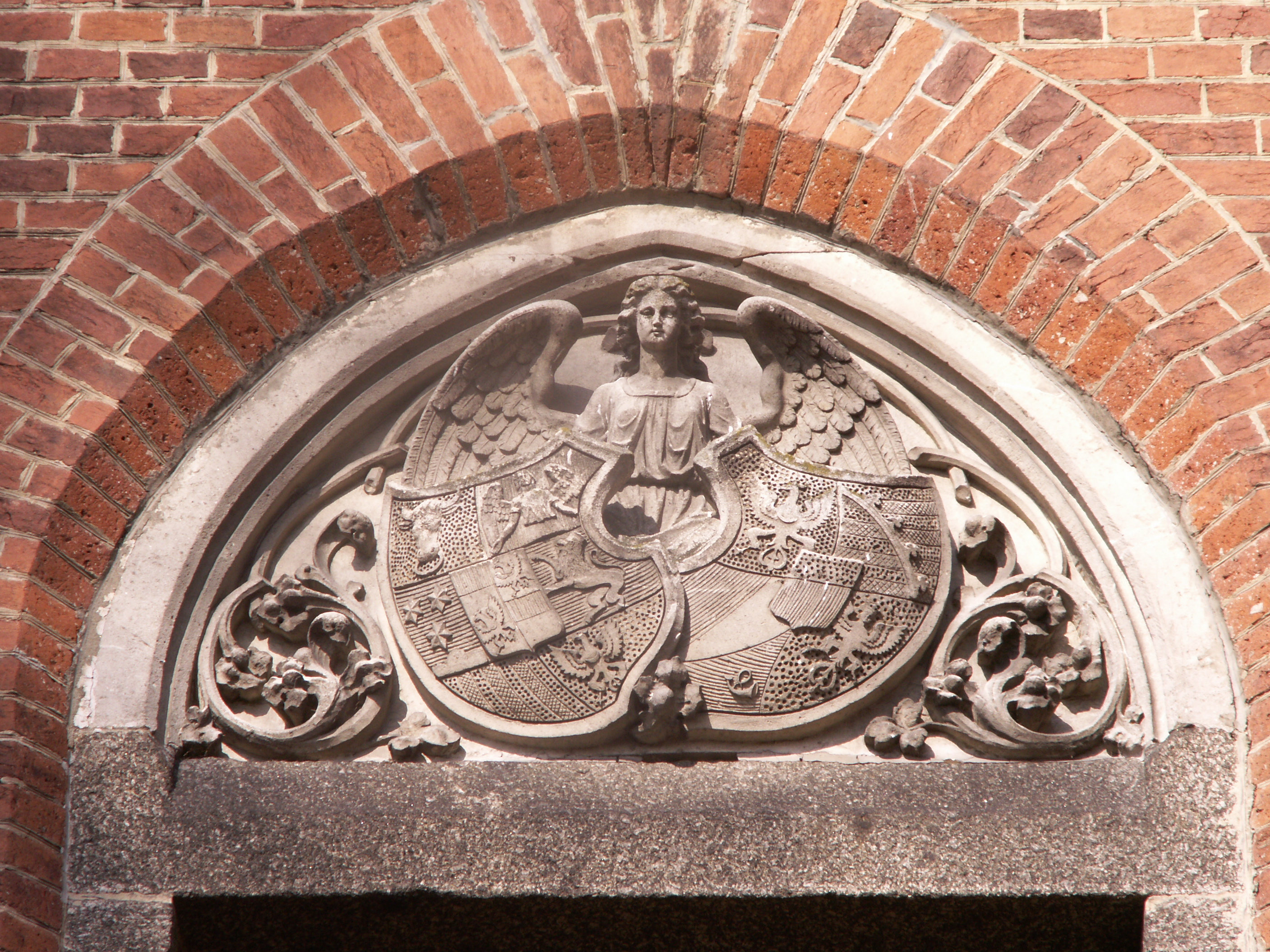
Alianční znak nad vchodem do kaple

Novogotická cihlová stavba chrámového typu z režných cihel s polygonálním závěrem má dvě podlaží. V dolní části se nachází hrobka a v horní části kaple Sedmibolestné Panny Marie. Zdivo je zesíleno devíti přistavěnými opěráky s odstupy, které jsou kryty kamennými stříškami.
Původní krytina střechy byla břidlicová, ale po poničení byla v 60. letech 20. století nahrazena plechovou krytinou s okapy.

### Věž
V jihovýchodním nároží stojí oktogonální věž s obdélníkovými okny, je kryta osmibokým nástavcem ve tvaru jehlanu a zakončena okružím. Ve věži býval zvon z roku 1735 z dílny J. Begla, který vážil 30 kg a byl zrekvírován v květnu 1917 v době první světové války. Nový zvon s nápisem Sv. Františku de P., oroduj za nás byl vysvěcen v roce 1929 a váží 40 kg. Aby se neopakoval osud původního zvonu, byl v roce 1942 za druhé světové války ukryt. Na své původní místo se vrátil v roce 2002.

### Kaple
V jihozápadní části je venkovní dvouramenné schodiště, na které navazuje jednoduché schodiště s kamenným lomeným obloukem se stříškou a dále terasa. Tympanon nad vstupem do kaple v horním patře zdobí v kameni tesaný alianční znak Lobkowiczů a Liechtensteinů. Vnitřek kaple má 
čtvercový půdorys a je rozčleněn čtyřmi kamennými sloupy. Kaple je zaklenuta křížovou žebrovou klenbou na sloupech s kalichovými hlavicemi. Uvnitř se nachází obětní stůl z dubového dřeva, pět párů dřevěných lavic novogotického tvarosloví s erbovními štítky. Na jižní stěně visí barokní kříž.
V polygonálním závěru, který je oddělen vítězným obloukem, stojí barokní kříž. Za ním jsou tři vitráže. Vlevo je vyobrazen sv. Ludvík se znakem Lobkowiczů, vpravo sv. Leopold se znakem vranovské větve Liechtensteinů. Na prostřední vitráži je anděl, který nese lobkowiczké rodové heslo Popel jsem a popel budu. Ostatních šest oken v lodi nemá barevnou výzdobu.

### Krypta
Půlkruhový vchod do přízemní krypty je členěný a chrání ho ozdobné mříže. Krypta má čtvercový půdorys a je rozčleněna sloupy. Je zaklenuta prostou křížovou klenbou na hranolových pilířích. V polygonálním závěru se třemi malými okny je žulový kříž. Podlahu pokrývají černobílé mramorové dlaždice s postranními stupni, na kterých jsou umístěny schránky zemřelých. V kryptě jsou malá obdélníková okénka.

## Alej a křížová cesta

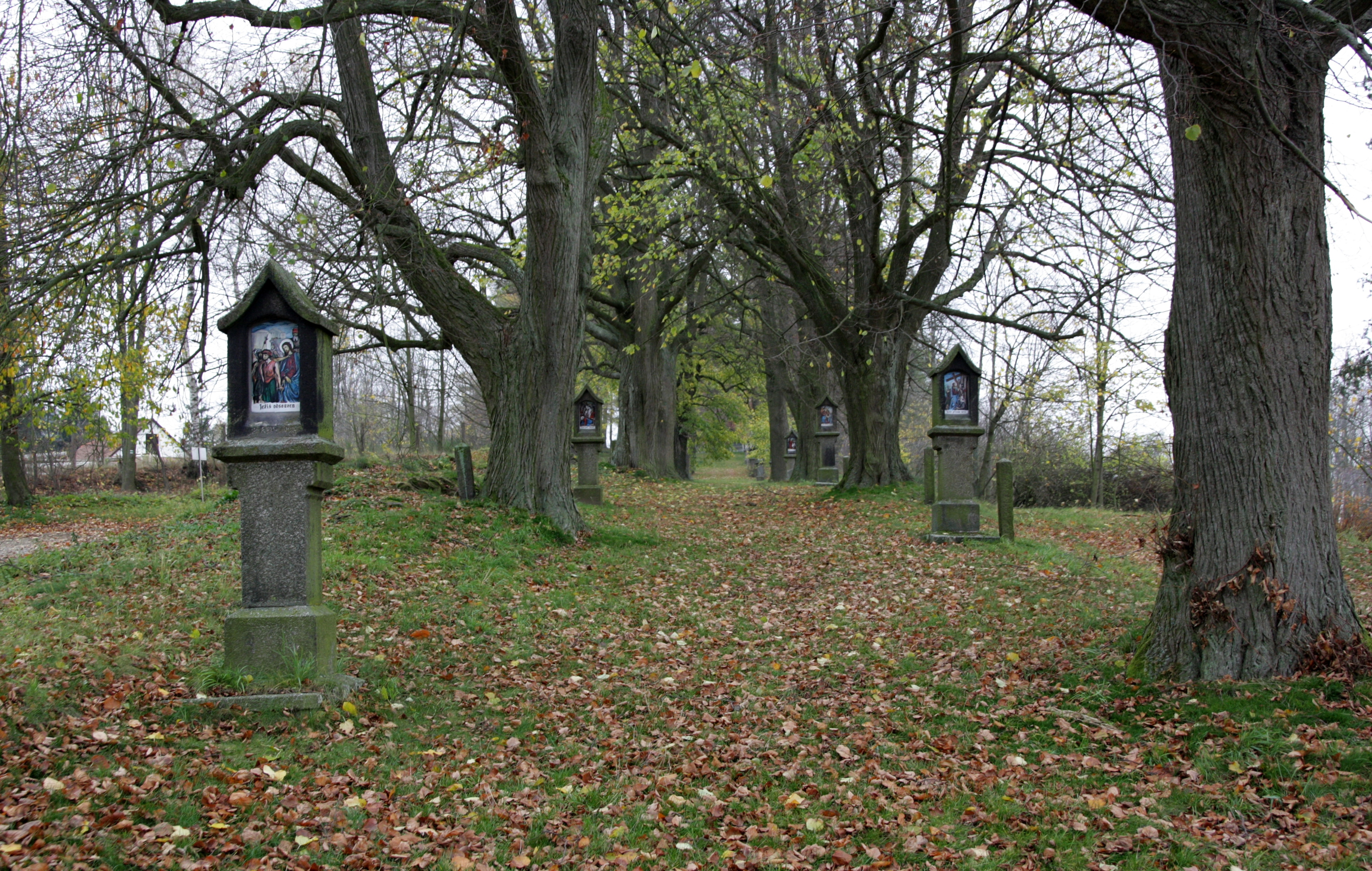
Lipová alej s křížovou cestou

K hrobce vede od hřbitova lipová alej a křížová cesta z 19. století se čtrnácti zastaveními. Jednotlivá zastavení mají podobu malých jednoduchých žulových kapliček. Skládají se ze soklu, pilíře a samotné kapličky, ve které je umístěna lidově pojatá na plechu namalovaná malba pašijového výjevu (Kristovy cesty na Golgotu). Jim předcházely reliéfy z roku 1931 od Bohumila Beka z Kutné Hory.
Alej z lip srdčitých byla zasazena po dokončení stavby v roce 1871. Tvoří ji 24 stromů, z toho 2 byly nově vysazeny na místo  vyvrácených v roce 2002. Průměrná výška stromů je 18 metrů (stav 2017).
Na stromech kolem hrobky jsou umístěny obrázky svatých, které nechal instalovat děkan Peňáz. Jde vesměs o patrony české země, mezi nimi např.  svatý Václav, Anežka, Zdislava, Prokop.
Spojení kostela, aleje, křížové cesty a hrobky vytváří harmonický celek, a proto je celek chráněn jako nemovitá kulturní památka České republiky.

## Seznam pohřbených
V hrobce jsou pohřbeni členové šlechtických rodů Lobkowiczů (v tabulce vyznačeni fialově), Harrachů (vyznačeni zeleně) a Podstatzkých-Lichtenstein (vyznačeni červeně; příslušníci přivdaní a přiženění z jiných rodů, kteří jsou pohřbení v hrobce, jsou vyznačeni žlutě). První byl do hrobky uložen Ludvík, syn zakladatelky hrobky.

### Chronologicky podle data úmrtí
V tabulce jsou uvedeny základní informace o pohřbených. Generace jsou u Lobkowiczů počítány od Mareše z Újezdu. U manželek z jiných rodů je generace v závorce a týká se generace chotě.
| Po-řadí | Gene-race                                    | Jméno pohřbeného                             | Datum a místo narození                                                                                          | Otec                                                                                        | Datum a místo sňatku, choť                                                                                                  | Pohřeb a uložení do hrobky | Poznámky |
| Po-řadí | Gene-race                                    | Jméno pohřbeného                             | Datum a místo úmrtí                                                                                             | Matka                                                                                       | Datum a místo sňatku, choť                                                                                                  | Pohřeb a uložení do hrobky | Poznámky |
| ------- | -------------------------------------------- | -------------------------------------------- | --- | ------------------------------------------------------------------------------------------- | --- | --- | --- |
| 1.      | 13.                                          | Ludvík Leopold z Lobkowicz                   | 18. 4. 1843 | Ludvík Jan z Lobkowicz (č. 2)                                                               | | 7. 11. 1868. | C. k. poručík. |
| 1.      | 13.                                          | Ludvík Leopold z Lobkowicz                   | 3. 11. 1868 Vídeň                                                                                               | Leopoldina z Liechtensteinu (č. 3)                                                          | | 7. 11. 1868. | C. k. poručík. |
| 2.      | 12.                                          | Ludvík Jan z Lobkowicz                       | 30. 11. 1807 | Josef František Maxmilián 7. kníže z Lobkowicz 3. 12. 1772 Vídeň – 16. 12. 1816 Třeboň      | 6. 5. 1837 Vídeň: Leopoldina z Liechtensteinu (č. 3)                                                                        | Pohřben 6. 9. 1882 ve vlastní hrobce. | Zakladatel IV. linie roudnické primogenitury Lobkowiczů, kapitán jízdy, rytíř rakouského Leopoldova řádu (1854). Zemřel na velkomeziříčském zámku ve věku 75 let na mrtvici. |
| 2.      | 12.                                          | Ludvík Jan z Lobkowicz                       | 3. 9. 1882 Velké Meziříčí                                                                                       | Marie Karolína ze Schwarzenbergu 7. 9. 1775 Vídeň – 24. 1. 1816 Praha                       | 6. 5. 1837 Vídeň: Leopoldina z Liechtensteinu (č. 3)                                                                        | Pohřben 6. 9. 1882 ve vlastní hrobce. | Zakladatel IV. linie roudnické primogenitury Lobkowiczů, kapitán jízdy, rytíř rakouského Leopoldova řádu (1854). Zemřel na velkomeziříčském zámku ve věku 75 let na mrtvici. |
| 3.      | (12.)                                        | Leopoldina z Liechtensteinu                  | 4. 11. 1815 Vídeň                                                                                               | Mořic z Liechtensteinu 21. 7. 1775 Vídeň – 24. 3. 1819 Vídeň                                | 6. 5. 1837 Vídeň: Ludvík Jan z Lobkowicz (č. 2)                                                                             | Pohřbena 13. 9. 1899 brněnským biskupem Františkem Saleským Bauerem.                                                                         | Palácová dáma, dědička panství Velké Meziříčí a Fryšava (Břežany), zakladatelka hrobky. Narodily se jí následující děti: - 1. Rudolf Ferdinand (1840–1908; č. 4) - 2. Ludvík Leopold Maxmilián (1843–1868; č. 1) - 3. Ludovika, provd. Stadion-Thannhausenová (1838–1907) - 4. Anna, provd. Harrachová (1847–1934; pohřbena na hřbitově v Hartkirchenu) |
| 3.      | (12.)                                        | Leopoldina z Liechtensteinu                  | 8. 9. 1899 Břežany                                                                                              | Marie Leopoldina Esterházyová z Galanty 31. 1. 1788 Vídeň – 6. 9. 1846 Liběšice             | 6. 5. 1837 Vídeň: Ludvík Jan z Lobkowicz (č. 2)                                                                             | Pohřbena 13. 9. 1899 brněnským biskupem Františkem Saleským Bauerem.                                                                         | Palácová dáma, dědička panství Velké Meziříčí a Fryšava (Břežany), zakladatelka hrobky. Narodily se jí následující děti: - 1. Rudolf Ferdinand (1840–1908; č. 4) - 2. Ludvík Leopold Maxmilián (1843–1868; č. 1) - 3. Ludovika, provd. Stadion-Thannhausenová (1838–1907) - 4. Anna, provd. Harrachová (1847–1934; pohřbena na hřbitově v Hartkirchenu) |
| 4.      | 13.                                          | Rudolf Ferdinand z Lobkowicz                 | 16. 8. 1840 | Ludvík Jan z Lobkowicz (č. 2)                                                               | 26. 2. 1900 Budapešť: Frederika z Kronau 7. 3. 1841 Ruhrort – 18. 2. 1918 Vídeň                                             | Pohřben 15. 4. 1908. | C. k. polní zbrojmistr, majitel velkostatků Velké Meziříčí a Fryšava (Břežany). Jím vymřela velkomeziříčská (IV.) linie primogenitury Lobkowiczů. |
| 4.      | 13.                                          | Rudolf Ferdinand z Lobkowicz                 | 9. 4. 1908 Vídeň                                                                                                | Leopoldina z Liechtensteinu (č. 3)                                                          | 26. 2. 1900 Budapešť: Frederika z Kronau 7. 3. 1841 Ruhrort – 18. 2. 1918 Vídeň                                             | Pohřben 15. 4. 1908. | C. k. polní zbrojmistr, majitel velkostatků Velké Meziříčí a Fryšava (Břežany). Jím vymřela velkomeziříčská (IV.) linie primogenitury Lobkowiczů. |
| 5.      |                                              | Sarah z Hohenlohe-Waldenburg-Schillingfürstu | 4. 12. 1880 Ságh                                                                                                | Chlodvík z Hohenlohe-Waldenburg-Schillingfürstu 1. 1. 1848 Kupferzell – 8. 1. 1929 Budapešť | 30. 6. 1902 Vídeň: František Maria z Harrachu (č. 6)                                                                        | Pohřbena 13. 6. 1908 v rodinné hrobce. | Dáma Řádu hvězdového kříže (1902). Zemřela na velkomeziříčském zámku ve věku 27 let na plicní tuberkulózu. Narodila se jí dcera: - Alice Louise Marie, provd. Dreihann-Holenia von Sulzberg (1916–2006; pohřbena na hřbitově v Hartkirchenu) |
| 5.      | 10. 6. 1908 Velké Meziříčí                   | Sarah z Hohenlohe-Waldenburg-Schillingfürstu | Františka Esterházyová z Galanty 24. 9. 1856 Vídeň – 10. 1. 1884 Opatija (Abbazia)                              |                                                                                             | 30. 6. 1902 Vídeň: František Maria z Harrachu (č. 6)                                                                        | Pohřbena 13. 6. 1908 v rodinné hrobce. | Dáma Řádu hvězdového kříže (1902). Zemřela na velkomeziříčském zámku ve věku 27 let na plicní tuberkulózu. Narodila se jí dcera: - Alice Louise Marie, provd. Dreihann-Holenia von Sulzberg (1916–2006; pohřbena na hřbitově v Hartkirchenu) |
| 6.      |                                              | František Maria z Harrachu                   | 27. 7. 1870 Traunkirchen                                                                                        | Alfréd z Harrachu 9. 10. 1831 Praha – 5. 1. 1914 Opatija (Abbazia)                          | 29. 5. 1895 Vídeň: Gabriela z Khevenhüller-Metsch 15. 11. 1874 Fronsburg, Dolní Rakousy – 12. 9. 1896 Baden (Dolní Rakousy) | Pohřben 18. 5. 1937. | Vnuk Ludvíka Jana z Lobkowicz (č. 2) a synovec Rudolfa Ferdinanda z Lobkowicz (1840–1908) a Ludvíka Leopolda z Lobkowicz (č. 1). Císařský komoří (1894) a c. k. tajný rada (1914). Vlastnil statky Aschach, Janovice u Rýmařova a Velké Meziříčí. V roce 1914 poskytl následníkovi trůnu Františku Ferdinandovi d'Este svůj automobil k cestě do Sarajeva a nabídl mu doprovod. Kapesník s následníkovou krví a střepiny z bomby se nacházejí v expozici zámku ve Velkém Meziříčí. Třetí manželka byla pohřbena na hřbitově v Hartkirchenu. |
| 6.      | 14. 5. 1937 Jihlava                          | František Maria z Harrachu                   | Anna z Lobkowicz 5. 4. 1847 Vídeň – 25. 11. 1934 Aschach an der Donau                                           | 30. 6. 1902 Vídeň: Sarah z Hohenlohe-Waldenburg-Schillingfürstu (č. 5)                      | | Pohřben 18. 5. 1937. | Vnuk Ludvíka Jana z Lobkowicz (č. 2) a synovec Rudolfa Ferdinanda z Lobkowicz (1840–1908) a Ludvíka Leopolda z Lobkowicz (č. 1). Císařský komoří (1894) a c. k. tajný rada (1914). Vlastnil statky Aschach, Janovice u Rýmařova a Velké Meziříčí. V roce 1914 poskytl následníkovi trůnu Františku Ferdinandovi d'Este svůj automobil k cestě do Sarajeva a nabídl mu doprovod. Kapesník s následníkovou krví a střepiny z bomby se nacházejí v expozici zámku ve Velkém Meziříčí. Třetí manželka byla pohřbena na hřbitově v Hartkirchenu. |
| 6.      | 14. 5. 1937 Jihlava                          | František Maria z Harrachu                   | Anna z Lobkowicz 5. 4. 1847 Vídeň – 25. 11. 1934 Aschach an der Donau                                           | 1. 2. 1910 Seefeld: Alice z Hardeggu 10. 7. 1879 Gross-Harrass – 10. 2. 1962 Aschach        | | Pohřben 18. 5. 1937. | Vnuk Ludvíka Jana z Lobkowicz (č. 2) a synovec Rudolfa Ferdinanda z Lobkowicz (1840–1908) a Ludvíka Leopolda z Lobkowicz (č. 1). Císařský komoří (1894) a c. k. tajný rada (1914). Vlastnil statky Aschach, Janovice u Rýmařova a Velké Meziříčí. V roce 1914 poskytl následníkovi trůnu Františku Ferdinandovi d'Este svůj automobil k cestě do Sarajeva a nabídl mu doprovod. Kapesník s následníkovou krví a střepiny z bomby se nacházejí v expozici zámku ve Velkém Meziříčí. Třetí manželka byla pohřbena na hřbitově v Hartkirchenu. |
| 7.      |                                              | Maria Josefa Podstatzky-Lichtenstein         | 21. 5. 1972 Mnichov                                                                                             | Jan Podstatzky-Lichtenstein 13. 8. 1937 Janovice (u Rýmařova)                               | | Ostatky sem převezeny teprve po Sametové revoluci.                                                                                           | |
| 7.      | 24. 5. 1972 Mnichov                          | Maria Josefa Podstatzky-Lichtenstein         | Anita de Lorgeril 9. 8. 1945 Nantes                                                                             |                                                                                             | | Ostatky sem převezeny teprve po Sametové revoluci.                                                                                           | |
| 8.      |                                              | Alois Podstatzky-Lichtenstein                | 5. 9. 1905 Veselíčko                                                                                            | Alois Podstatzky-Lichtenstein 2. 3. 1873 Vídeň – 18. 10. 1918 Telč                          | 7. 1. 1933 Velké Meziříčí: Josepha Harrachová (č. 10)                                                                       | Pohřben v Salzburgu, sem ostatky převezeny po Sametové revoluci.                                                                             | |
| 8.      | 18. 2. 1982 Salzburg                         | Alois Podstatzky-Lichtenstein                | Leopoldina Elisabeth z Thun-Hohensteinu 27. 5. 1875 Benátky nad Jizerou – 14. 4. 1964 Deutschlandsberg, Štýrsko |                                                                                             | 7. 1. 1933 Velké Meziříčí: Josepha Harrachová (č. 10)                                                                       | Pohřben v Salzburgu, sem ostatky převezeny po Sametové revoluci.                                                                             | |
| 9.      |                                              | Mária-Anita, roz. Mailáth de Székhely        | 3. 3. 1926 Nógrádgárdony                                                                                        | Géza Mailáth de Székhely 25. 1. 1896 Nógrádgárdony – 23. 11. 1971 Toronto                   | 25. 5. 1948: Béla Hosszúfalussy de Hosszúfalu 6. 9. 1920 Miskolc – ?                                                        | Ostatky zpopelněny, v hrobce uložena její urna.                                                                                              | Narodila se jí dcera: - Margit, provd. Koritar |
| 9.      | 14. 1. 2000 Penetanguishene, Ontario, Kanada | Mária-Anita, roz. Mailáth de Székhely        | Anna Mária Széchenyi de Sárvár-Felsővidék 17. 1. 1904 Révfalu – 22. 6. 1971 New York                            | 25. 5. 1961 Santiago de Chile: František Karel Podstatzky-Lichtenstein (č. 11)              | | Ostatky zpopelněny, v hrobce uložena její urna.                                                                                              | Narodila se jí dcera: - Margit, provd. Koritar |
| 10.     |                                              | Josepha (Josefina), roz. Harrachová          | 29. 11. 1905 zámek Aschach                                                                                      | František z Harrachu (č. 6)                                                                 | 7. 1. 1933 Velké Meziříčí: Alois Podstatzky-Lichtenstein (č. 8)                                                             | 2000 | Restituentka zámku ve Velkém Meziříčí. Měla tři děti: 1. František Karel (1933–2016; č. 11) 2. Maria Leopoldina (1936–2021; č. 12) 3. Jan Nepomuk (* 1937) |
| 10.     | 16. 2. 2000 Salcburk                         | Josepha (Josefina), roz. Harrachová          | Sarah z Hohenlohe-Waldenburg-Schillingfürstu (č. 5)                                                             |                                                                                             | 7. 1. 1933 Velké Meziříčí: Alois Podstatzky-Lichtenstein (č. 8)                                                             | 2000 | Restituentka zámku ve Velkém Meziříčí. Měla tři děti: 1. František Karel (1933–2016; č. 11) 2. Maria Leopoldina (1936–2021; č. 12) 3. Jan Nepomuk (* 1937) |
| 11.     |                                              | František Karel Podstatzky-Lichtenstein      | 26. 10. 1933 Brno                                                                                               | Alois Podstatzky-Lichtenstein (č. 8)                                                        | 25. 5. 1961 Santiago de Chile: Mária-Anita Mailáth de Székhely (č. 9)                                                       | Poslední rozloučení se zesnulým se konalo v kostele Nanebevzetí Panny Marie v Netíně 10. 12. 2016, rakev byla poté uložena do rodové hrobky. | Vnuk Františka z Harrachu (č. 6) |
| 11.     | 2. 12. 2016 Nové Město na Moravě             | František Karel Podstatzky-Lichtenstein      | Josepha, roz. Harrachová (č. 10)                                                                                |                                                                                             | 25. 5. 1961 Santiago de Chile: Mária-Anita Mailáth de Székhely (č. 9)                                                       | Poslední rozloučení se zesnulým se konalo v kostele Nanebevzetí Panny Marie v Netíně 10. 12. 2016, rakev byla poté uložena do rodové hrobky. | Vnuk Františka z Harrachu (č. 6) |
| 12.     |                                              | Maria Leopoldina Podstatzky-Lichtenstein     | 5. 5. 1936 Brno                                                                                                 | Alois Podstatzky-Lichtenstein (č. 8)                                                        | | Poslední rozloučení se zesnulou se konalo v kostele Nanebevzetí Panny Marie v Netíně 11. 6. 2021, rakev byla poté uložena do rodové hrobky.  | Vnučka Františka z Harrachu (č. 6) |
| 12.     | 4. 6. 2021 Velké Meziříčí                    | Maria Leopoldina Podstatzky-Lichtenstein     | Josepha, roz. Harrachová (č. 10)                                                                                |                                                                                             | | Poslední rozloučení se zesnulou se konalo v kostele Nanebevzetí Panny Marie v Netíně 11. 6. 2021, rakev byla poté uložena do rodové hrobky.  | Vnučka Františka z Harrachu (č. 6) |

### Příbuzenské vztahy pohřbených
Následující schéma znázorňuje příbuzenské vztahy. Červeně orámovaní byli pohřbeni v hrobce, arabské číslice odpovídají pořadí úmrtí podle předchozí tabulky. Římské číslice představují pořadí manželky nebo manžela, pokud se některý příslušník oženil nebo příslušnice vdala více než jednou. Vzhledem k účelu schématu se nejedná o kompletní rodokmen.
| Josef František Maxmilián z Lobkowicz, 7. kníže 1872–1816 | Josef František Maxmilián z Lobkowicz, 7. kníže 1872–1816 | Josef František Maxmilián z Lobkowicz, 7. kníže 1872–1816     | Josef František Maxmilián z Lobkowicz, 7. kníže 1872–1816 | Josef František Maxmilián z Lobkowicz, 7. kníže 1872–1816 | Josef František Maxmilián z Lobkowicz, 7. kníže 1872–1816 |                                             |                                             |                                                    |                                                    |                                                    |                                                    | Marie Karolína ze Schwarzenbergu 1775–1816         | Marie Karolína ze Schwarzenbergu 1775–1816         | Marie Karolína ze Schwarzenbergu 1775–1816    | Marie Karolína ze Schwarzenbergu 1775–1816    | Marie Karolína ze Schwarzenbergu 1775–1816 | Marie Karolína ze Schwarzenbergu 1775–1816 |                                            |                                            |                                            |                                            |                                           |                                           |                                                        |                                                        | Mořic z Liechtensteinu 1775–1819                       | Mořic z Liechtensteinu 1775–1819                       | Mořic z Liechtensteinu 1775–1819                       | Mořic z Liechtensteinu 1775–1819                       | Mořic z Liechtensteinu 1775–1819                  | Mořic z Liechtensteinu 1775–1819                  |                                                   |                                                   |                                            |                                            |                                            |                                            | Marie Leopoldina Esterházyová z Galanty 1788–1846 | Marie Leopoldina Esterházyová z Galanty 1788–1846 | Marie Leopoldina Esterházyová z Galanty 1788–1846 | Marie Leopoldina Esterházyová z Galanty 1788–1846 | Marie Leopoldina Esterházyová z Galanty 1788–1846 | Marie Leopoldina Esterházyová z Galanty 1788–1846 |                                                     |                                                     |                                                     |                                                     |                                                     |                                                     |                                                     |                                                     |                                                     |                                                     |                                                     |                                                     |                                   |                                   |  |  |
| Josef František Maxmilián z Lobkowicz, 7. kníže 1872–1816 | Josef František Maxmilián z Lobkowicz, 7. kníže 1872–1816 | Josef František Maxmilián z Lobkowicz, 7. kníže 1872–1816     | Josef František Maxmilián z Lobkowicz, 7. kníže 1872–1816 | Josef František Maxmilián z Lobkowicz, 7. kníže 1872–1816 | Josef František Maxmilián z Lobkowicz, 7. kníže 1872–1816 |                                             |                                             |                                                    |                                                    |                                                    |                                                    | Marie Karolína ze Schwarzenbergu 1775–1816         | Marie Karolína ze Schwarzenbergu 1775–1816         | Marie Karolína ze Schwarzenbergu 1775–1816    | Marie Karolína ze Schwarzenbergu 1775–1816    | Marie Karolína ze Schwarzenbergu 1775–1816 | Marie Karolína ze Schwarzenbergu 1775–1816 |                                            |                                            |                                            |                                            |                                           |                                           |                                                        |                                                        | Mořic z Liechtensteinu 1775–1819                       | Mořic z Liechtensteinu 1775–1819                       | Mořic z Liechtensteinu 1775–1819                       | Mořic z Liechtensteinu 1775–1819                       | Mořic z Liechtensteinu 1775–1819                  | Mořic z Liechtensteinu 1775–1819                  |                                                   |                                                   |                                            |                                            |                                            |                                            | Marie Leopoldina Esterházyová z Galanty 1788–1846 | Marie Leopoldina Esterházyová z Galanty 1788–1846 | Marie Leopoldina Esterházyová z Galanty 1788–1846 | Marie Leopoldina Esterházyová z Galanty 1788–1846 | Marie Leopoldina Esterházyová z Galanty 1788–1846 | Marie Leopoldina Esterházyová z Galanty 1788–1846 |                                                     |                                                     |                                                     |                                                     |                                                     |                                                     |                                                     |                                                     |                                                     |                                                     |                                                     |                                                     |                                   |                                   |  |  |
|                                                           |                                                           |                                                               |                                                           |                                                           |                                                           |                                             |                                             |                                                    |                                                    |                                                    |                                                    |                                                    |                                                    |                                               |                                               |                                            |                                            |                                            |                                            |                                            |                                            |                                           |                                           |                                                        |                                                        |                                                        |                                                        |                                                        |                                                        |                                                   |                                                   |                                                   |                                                   |                                            |                                            |                                            |                                            |                                                   |                                                   |                                                   |                                                   |                                                   |                                                   |                                                     |                                                     |                                                     |                                                     |                                                     |                                                     |                                                     |                                                     |                                                     |                                                     |                                                     |                                                     |                                   |                                   |  |  |
|                                                           |                                                           |                                                               |                                                           |                                                           |                                                           |                                             |                                             |                                                    |                                                    |                                                    |                                                    |                                                    |                                                    |                                               |                                               |                                            |                                            |                                            |                                            |                                            |                                            |                                           |                                           |                                                        |                                                        |                                                        |                                                        |                                                        |                                                        |                                                   |                                                   |                                                   |                                                   |                                            |                                            |                                            |                                            |                                                   |                                                   |                                                   |                                                   |                                                   |                                                   |                                                     |                                                     |                                                     |                                                     |                                                     |                                                     |                                                     |                                                     |                                                     |                                                     |                                                     |                                                     |                                   |                                   |  |  |
|                                                           |                                                           |                                                               |                                                           |                                                           |                                                           | 2. Ludvík Jan z Lobkowicz 1807–1882         | 2. Ludvík Jan z Lobkowicz 1807–1882         | 2. Ludvík Jan z Lobkowicz 1807–1882                | 2. Ludvík Jan z Lobkowicz 1807–1882                | 2. Ludvík Jan z Lobkowicz 1807–1882                | 2. Ludvík Jan z Lobkowicz 1807–1882                |                                                    |                                                    |                                               |                                               |                                            |                                            | 3. Leopoldina z Liechtensteinu 1815–1899   | 3. Leopoldina z Liechtensteinu 1815–1899   | 3. Leopoldina z Liechtensteinu 1815–1899   | 3. Leopoldina z Liechtensteinu 1815–1899   | 3. Leopoldina z Liechtensteinu 1815–1899  | 3. Leopoldina z Liechtensteinu 1815–1899  |                                                        |                                                        | Ferdinand Josef z Lobkowicz, 8. kníže 1797–1868        | Ferdinand Josef z Lobkowicz, 8. kníže 1797–1868        | Ferdinand Josef z Lobkowicz, 8. kníže 1797–1868        | Ferdinand Josef z Lobkowicz, 8. kníže 1797–1868        | Ferdinand Josef z Lobkowicz, 8. kníže 1797–1868   | Ferdinand Josef z Lobkowicz, 8. kníže 1797–1868   |                                                   |                                                   | Marie z Liechtensteinu 1808–1871           | Marie z Liechtensteinu 1808–1871           | Marie z Liechtensteinu 1808–1871           | Marie z Liechtensteinu 1808–1871           | Marie z Liechtensteinu 1808–1871                  | Marie z Liechtensteinu 1808–1871                  |                                                   |                                                   | Eleonora z Liechtensteinu 1812–1873               | Eleonora z Liechtensteinu 1812–1873               | Eleonora z Liechtensteinu 1812–1873                 | Eleonora z Liechtensteinu 1812–1873                 | Eleonora z Liechtensteinu 1812–1873                 | Eleonora z Liechtensteinu 1812–1873                 |                                                     |                                                     | Jan Adolf II. ze Schwarzenbergu, 7. kníže 1799–1888 | Jan Adolf II. ze Schwarzenbergu, 7. kníže 1799–1888 | Jan Adolf II. ze Schwarzenbergu, 7. kníže 1799–1888 | Jan Adolf II. ze Schwarzenbergu, 7. kníže 1799–1888 | Jan Adolf II. ze Schwarzenbergu, 7. kníže 1799–1888 | Jan Adolf II. ze Schwarzenbergu, 7. kníže 1799–1888 |                                   |                                   |  |  |
|                                                           |                                                           |                                                               |                                                           |                                                           |                                                           | 2. Ludvík Jan z Lobkowicz 1807–1882         | 2. Ludvík Jan z Lobkowicz 1807–1882         | 2. Ludvík Jan z Lobkowicz 1807–1882                | 2. Ludvík Jan z Lobkowicz 1807–1882                | 2. Ludvík Jan z Lobkowicz 1807–1882                | 2. Ludvík Jan z Lobkowicz 1807–1882                |                                                    |                                                    |                                               |                                               |                                            |                                            | 3. Leopoldina z Liechtensteinu 1815–1899   | 3. Leopoldina z Liechtensteinu 1815–1899   | 3. Leopoldina z Liechtensteinu 1815–1899   | 3. Leopoldina z Liechtensteinu 1815–1899   | 3. Leopoldina z Liechtensteinu 1815–1899  | 3. Leopoldina z Liechtensteinu 1815–1899  |                                                        |                                                        | Ferdinand Josef z Lobkowicz, 8. kníže 1797–1868        | Ferdinand Josef z Lobkowicz, 8. kníže 1797–1868        | Ferdinand Josef z Lobkowicz, 8. kníže 1797–1868        | Ferdinand Josef z Lobkowicz, 8. kníže 1797–1868        | Ferdinand Josef z Lobkowicz, 8. kníže 1797–1868   | Ferdinand Josef z Lobkowicz, 8. kníže 1797–1868   |                                                   |                                                   | Marie z Liechtensteinu 1808–1871           | Marie z Liechtensteinu 1808–1871           | Marie z Liechtensteinu 1808–1871           | Marie z Liechtensteinu 1808–1871           | Marie z Liechtensteinu 1808–1871                  | Marie z Liechtensteinu 1808–1871                  |                                                   |                                                   | Eleonora z Liechtensteinu 1812–1873               | Eleonora z Liechtensteinu 1812–1873               | Eleonora z Liechtensteinu 1812–1873                 | Eleonora z Liechtensteinu 1812–1873                 | Eleonora z Liechtensteinu 1812–1873                 | Eleonora z Liechtensteinu 1812–1873                 |                                                     |                                                     | Jan Adolf II. ze Schwarzenbergu, 7. kníže 1799–1888 | Jan Adolf II. ze Schwarzenbergu, 7. kníže 1799–1888 | Jan Adolf II. ze Schwarzenbergu, 7. kníže 1799–1888 | Jan Adolf II. ze Schwarzenbergu, 7. kníže 1799–1888 | Jan Adolf II. ze Schwarzenbergu, 7. kníže 1799–1888 | Jan Adolf II. ze Schwarzenbergu, 7. kníže 1799–1888 |                                   |                                   |  |  |
|                                                           |                                                           |                                                               |                                                           |                                                           |                                                           |                                             |                                             |                                                    |                                                    |                                                    |                                                    |                                                    |                                                    |                                               |                                               |                                            |                                            |                                            |                                            |                                            |                                            |                                           |                                           |                                                        |                                                        |                                                        |                                                        |                                                        |                                                        |                                                   |                                                   |                                                   |                                                   |                                            |                                            |                                            |                                            |                                                   |                                                   |                                                   |                                                   |                                                   |                                                   |                                                     |                                                     |                                                     |                                                     |                                                     |                                                     |                                                     |                                                     |                                                     |                                                     |                                                     |                                                     |                                   |                                   |  |  |
|                                                           |                                                           |                                                               |                                                           |                                                           |                                                           |                                             |                                             |                                                    |                                                    |                                                    |                                                    |                                                    |                                                    |                                               |                                               |                                            |                                            |                                            |                                            |                                            |                                            |                                           |                                           |                                                        |                                                        |                                                        |                                                        |                                                        |                                                        |                                                   |                                                   |                                                   |                                                   |                                            |                                            |                                            |                                            |                                                   |                                                   |                                                   |                                                   |                                                   |                                                   |                                                     |                                                     |                                                     |                                                     |                                                     |                                                     |                                                     |                                                     |                                                     |                                                     |                                                     |                                                     |                                   |                                   |  |  |
| 4. Rudolf Ferdinand z Lobkowicz 1840–1908                 | 4. Rudolf Ferdinand z Lobkowicz 1840–1908                 | 4. Rudolf Ferdinand z Lobkowicz 1840–1908                     | 4. Rudolf Ferdinand z Lobkowicz 1840–1908                 | 4. Rudolf Ferdinand z Lobkowicz 1840–1908                 | 4. Rudolf Ferdinand z Lobkowicz 1840–1908                 |                                             |                                             | Frederika z Kronau 1841–1918                       | Frederika z Kronau 1841–1918                       | Frederika z Kronau 1841–1918                       | Frederika z Kronau 1841–1918                       | Frederika z Kronau 1841–1918                       | Frederika z Kronau 1841–1918                       |                                               |                                               | 1. Ludvík z Lobkowicz 1843–1868            | 1. Ludvík z Lobkowicz 1843–1868            | 1. Ludvík z Lobkowicz 1843–1868            | 1. Ludvík z Lobkowicz 1843–1868            | 1. Ludvík z Lobkowicz 1843–1868            | 1. Ludvík z Lobkowicz 1843–1868            |                                           |                                           | Ludovika z Lobkowicz 1838–1907                         | Ludovika z Lobkowicz 1838–1907                         | Ludovika z Lobkowicz 1838–1907                         | Ludovika z Lobkowicz 1838–1907                         | Ludovika z Lobkowicz 1838–1907                         | Ludovika z Lobkowicz 1838–1907                         |                                                   |                                                   | Eduard ze Stadion-Thannhausenu 1833–1884          | Eduard ze Stadion-Thannhausenu 1833–1884          | Eduard ze Stadion-Thannhausenu 1833–1884   | Eduard ze Stadion-Thannhausenu 1833–1884   | Eduard ze Stadion-Thannhausenu 1833–1884   | Eduard ze Stadion-Thannhausenu 1833–1884   |                                                   |                                                   | Anna z Lobkowicz 1847–1934                        | Anna z Lobkowicz 1847–1934                        | Anna z Lobkowicz 1847–1934                        | Anna z Lobkowicz 1847–1934                        | Anna z Lobkowicz 1847–1934                          | Anna z Lobkowicz 1847–1934                          |                                                     |                                                     |                                                     |                                                     |                                                     |                                                     | Alfréd Karel z Harrachu 1831–1914                   | Alfréd Karel z Harrachu 1831–1914                   | Alfréd Karel z Harrachu 1831–1914                   | Alfréd Karel z Harrachu 1831–1914                   | Alfréd Karel z Harrachu 1831–1914 | Alfréd Karel z Harrachu 1831–1914 |  |  |
| 4. Rudolf Ferdinand z Lobkowicz 1840–1908                 | 4. Rudolf Ferdinand z Lobkowicz 1840–1908                 | 4. Rudolf Ferdinand z Lobkowicz 1840–1908                     | 4. Rudolf Ferdinand z Lobkowicz 1840–1908                 | 4. Rudolf Ferdinand z Lobkowicz 1840–1908                 | 4. Rudolf Ferdinand z Lobkowicz 1840–1908                 |                                             |                                             | Frederika z Kronau 1841–1918                       | Frederika z Kronau 1841–1918                       | Frederika z Kronau 1841–1918                       | Frederika z Kronau 1841–1918                       | Frederika z Kronau 1841–1918                       | Frederika z Kronau 1841–1918                       |                                               |                                               | 1. Ludvík z Lobkowicz 1843–1868            | 1. Ludvík z Lobkowicz 1843–1868            | 1. Ludvík z Lobkowicz 1843–1868            | 1. Ludvík z Lobkowicz 1843–1868            | 1. Ludvík z Lobkowicz 1843–1868            | 1. Ludvík z Lobkowicz 1843–1868            |                                           |                                           | Ludovika z Lobkowicz 1838–1907                         | Ludovika z Lobkowicz 1838–1907                         | Ludovika z Lobkowicz 1838–1907                         | Ludovika z Lobkowicz 1838–1907                         | Ludovika z Lobkowicz 1838–1907                         | Ludovika z Lobkowicz 1838–1907                         |                                                   |                                                   | Eduard ze Stadion-Thannhausenu 1833–1884          | Eduard ze Stadion-Thannhausenu 1833–1884          | Eduard ze Stadion-Thannhausenu 1833–1884   | Eduard ze Stadion-Thannhausenu 1833–1884   | Eduard ze Stadion-Thannhausenu 1833–1884   | Eduard ze Stadion-Thannhausenu 1833–1884   |                                                   |                                                   | Anna z Lobkowicz 1847–1934                        | Anna z Lobkowicz 1847–1934                        | Anna z Lobkowicz 1847–1934                        | Anna z Lobkowicz 1847–1934                        | Anna z Lobkowicz 1847–1934                          | Anna z Lobkowicz 1847–1934                          |                                                     |                                                     |                                                     |                                                     |                                                     |                                                     | Alfréd Karel z Harrachu 1831–1914                   | Alfréd Karel z Harrachu 1831–1914                   | Alfréd Karel z Harrachu 1831–1914                   | Alfréd Karel z Harrachu 1831–1914                   | Alfréd Karel z Harrachu 1831–1914 | Alfréd Karel z Harrachu 1831–1914 |  |  |
|                                                           |                                                           |                                                               |                                                           |                                                           |                                                           |                                             |                                             |                                                    |                                                    |                                                    |                                                    |                                                    |                                                    |                                               |                                               |                                            |                                            |                                            |                                            |                                            |                                            |                                           |                                           |                                                        |                                                        |                                                        |                                                        |                                                        |                                                        |                                                   |                                                   |                                                   |                                                   |                                            |                                            |                                            |                                            |                                                   |                                                   |                                                   |                                                   |                                                   |                                                   |                                                     |                                                     |                                                     |                                                     |                                                     |                                                     |                                                     |                                                     |                                                     |                                                     |                                                     |                                                     |                                   |                                   |  |  |
|                                                           |                                                           |                                                               |                                                           |                                                           |                                                           |                                             |                                             |                                                    |                                                    |                                                    |                                                    |                                                    |                                                    |                                               |                                               |                                            |                                            |                                            |                                            |                                            |                                            |                                           |                                           |                                                        |                                                        |                                                        |                                                        |                                                        |                                                        |                                                   |                                                   |                                                   |                                                   |                                            |                                            |                                            |                                            |                                                   |                                                   |                                                   |                                                   |                                                   |                                                   |                                                     |                                                     |                                                     |                                                     |                                                     |                                                     |                                                     |                                                     |                                                     |                                                     |                                                     |                                                     |                                   |                                   |  |  |
|                                                           |                                                           | I. Gabriela z Khevenhüller-Metsch 1874–1896                   | I. Gabriela z Khevenhüller-Metsch 1874–1896               | I. Gabriela z Khevenhüller-Metsch 1874–1896               | I. Gabriela z Khevenhüller-Metsch 1874–1896               | I. Gabriela z Khevenhüller-Metsch 1874–1896 | I. Gabriela z Khevenhüller-Metsch 1874–1896 |                                                    |                                                    |                                                    |                                                    |                                                    |                                                    |                                               |                                               | 6. František Maria z Harrachu 1870–1937    | 6. František Maria z Harrachu 1870–1937    | 6. František Maria z Harrachu 1870–1937    | 6. František Maria z Harrachu 1870–1937    | 6. František Maria z Harrachu 1870–1937    | 6. František Maria z Harrachu 1870–1937    |                                           |                                           |                                                        |                                                        |                                                        |                                                        |                                                        |                                                        | III. Alice z Hardeggu 1879–1962                   | III. Alice z Hardeggu 1879–1962                   | III. Alice z Hardeggu 1879–1962                   | III. Alice z Hardeggu 1879–1962                   | III. Alice z Hardeggu 1879–1962            | III. Alice z Hardeggu 1879–1962            |                                            |                                            | Otto Serényi 1855–1927                            | Otto Serényi 1855–1927                            | Otto Serényi 1855–1927                            | Otto Serényi 1855–1927                            | Otto Serényi 1855–1927                            | Otto Serényi 1855–1927                            |                                                     |                                                     | Leopoldina z Harrachu 1872–1917                     | Leopoldina z Harrachu 1872–1917                     | Leopoldina z Harrachu 1872–1917                     | Leopoldina z Harrachu 1872–1917                     | Leopoldina z Harrachu 1872–1917                     | Leopoldina z Harrachu 1872–1917                     |                                                     |                                                     |                                                     |                                                     |                                   |                                   |  |  |
|                                                           |                                                           | I. Gabriela z Khevenhüller-Metsch 1874–1896                   | I. Gabriela z Khevenhüller-Metsch 1874–1896               | I. Gabriela z Khevenhüller-Metsch 1874–1896               | I. Gabriela z Khevenhüller-Metsch 1874–1896               | I. Gabriela z Khevenhüller-Metsch 1874–1896 | I. Gabriela z Khevenhüller-Metsch 1874–1896 |                                                    |                                                    |                                                    |                                                    |                                                    |                                                    |                                               |                                               | 6. František Maria z Harrachu 1870–1937    | 6. František Maria z Harrachu 1870–1937    | 6. František Maria z Harrachu 1870–1937    | 6. František Maria z Harrachu 1870–1937    | 6. František Maria z Harrachu 1870–1937    | 6. František Maria z Harrachu 1870–1937    |                                           |                                           |                                                        |                                                        |                                                        |                                                        |                                                        |                                                        | III. Alice z Hardeggu 1879–1962                   | III. Alice z Hardeggu 1879–1962                   | III. Alice z Hardeggu 1879–1962                   | III. Alice z Hardeggu 1879–1962                   | III. Alice z Hardeggu 1879–1962            | III. Alice z Hardeggu 1879–1962            |                                            |                                            | Otto Serényi 1855–1927                            | Otto Serényi 1855–1927                            | Otto Serényi 1855–1927                            | Otto Serényi 1855–1927                            | Otto Serényi 1855–1927                            | Otto Serényi 1855–1927                            |                                                     |                                                     | Leopoldina z Harrachu 1872–1917                     | Leopoldina z Harrachu 1872–1917                     | Leopoldina z Harrachu 1872–1917                     | Leopoldina z Harrachu 1872–1917                     | Leopoldina z Harrachu 1872–1917                     | Leopoldina z Harrachu 1872–1917                     |                                                     |                                                     |                                                     |                                                     |                                   |                                   |  |  |
|                                                           |                                                           |                                                               |                                                           |                                                           |                                                           |                                             |                                             |                                                    |                                                    |                                                    |                                                    |                                                    |                                                    |                                               |                                               |                                            |                                            |                                            |                                            |                                            |                                            |                                           |                                           |                                                        |                                                        |                                                        |                                                        |                                                        |                                                        |                                                   |                                                   |                                                   |                                                   |                                            |                                            |                                            |                                            |                                                   |                                                   |                                                   |                                                   |                                                   |                                                   |                                                     |                                                     |                                                     |                                                     |                                                     |                                                     |                                                     |                                                     |                                                     |                                                     |                                                     |                                                     |                                   |                                   |  |  |
|                                                           |                                                           |                                                               |                                                           |                                                           |                                                           |                                             |                                             |                                                    |                                                    |                                                    |                                                    |                                                    |                                                    |                                               |                                               |                                            |                                            |                                            |                                            |                                            |                                            |                                           |                                           |                                                        |                                                        |                                                        |                                                        |                                                        |                                                        |                                                   |                                                   |                                                   |                                                   |                                            |                                            |                                            |                                            |                                                   |                                                   |                                                   |                                                   |                                                   |                                                   |                                                     |                                                     |                                                     |                                                     |                                                     |                                                     |                                                     |                                                     |                                                     |                                                     |                                                     |                                                     |                                   |                                   |  |  |
|                                                           |                                                           | II. 5. Sarah z Hohenlohe-Waldenburg-Schillingfürstu 1880–1908 |                                                           |                                                           |                                                           |                                             |                                             |                                                    |                                                    |                                                    |                                                    |                                                    |                                                    |                                               |                                               |                                            |                                            |                                            |                                            |                                            |                                            |                                           |                                           |                                                        |                                                        |                                                        |                                                        |                                                        |                                                        |                                                   |                                                   |                                                   |                                                   |                                            |                                            |                                            |                                            |                                                   |                                                   |                                                   |                                                   |                                                   |                                                   |                                                     |                                                     |                                                     |                                                     |                                                     |                                                     |                                                     |                                                     |                                                     |                                                     |                                                     |                                                     |                                   |                                   |  |  |
|                                                           |                                                           |                                                               |                                                           |                                                           |                                                           |                                             |                                             |                                                    |                                                    |                                                    |                                                    |                                                    |                                                    |                                               |                                               |                                            |                                            |                                            |                                            |                                            |                                            |                                           |                                           |                                                        |                                                        |                                                        |                                                        |                                                        |                                                        |                                                   |                                                   |                                                   |                                                   |                                            |                                            |                                            |                                            |                                                   |                                                   |                                                   |                                                   |                                                   |                                                   |                                                     |                                                     |                                                     |                                                     |                                                     |                                                     |                                                     |                                                     |                                                     |                                                     |                                                     |                                                     |                                   |                                   |  |  |
|                                                           |                                                           |                                                               |                                                           |                                                           |                                                           |                                             |                                             |                                                    |                                                    |                                                    |                                                    |                                                    |                                                    |                                               |                                               |                                            |                                            |                                            |                                            |                                            |                                            |                                           |                                           |                                                        |                                                        |                                                        |                                                        |                                                        |                                                        |                                                   |                                                   |                                                   |                                                   |                                            |                                            |                                            |                                            |                                                   |                                                   |                                                   |                                                   |                                                   |                                                   |                                                     |                                                     |                                                     |                                                     |                                                     |                                                     |                                                     |                                                     |                                                     |                                                     |                                                     |                                                     |                                   |                                   |  |  |
|                                                           |                                                           |                                                               |                                                           |                                                           |                                                           |                                             |                                             |                                                    |                                                    |                                                    |                                                    |                                                    |                                                    |                                               |                                               |                                            |                                            |                                            |                                            |                                            |                                            |                                           |                                           |                                                        |                                                        |                                                        |                                                        |                                                        |                                                        |                                                   |                                                   |                                                   |                                                   |                                            |                                            |                                            |                                            |                                                   |                                                   |                                                   |                                                   |                                                   |                                                   |                                                     |                                                     |                                                     |                                                     |                                                     |                                                     |                                                     |                                                     |                                                     |                                                     |                                                     |                                                     |                                   |                                   |  |  |
| 10. Josepha, roz. Harrachová 1905–2000                    | 10. Josepha, roz. Harrachová 1905–2000                    | 10. Josepha, roz. Harrachová 1905–2000                        | 10. Josepha, roz. Harrachová 1905–2000                    | 10. Josepha, roz. Harrachová 1905–2000                    | 10. Josepha, roz. Harrachová 1905–2000                    |                                             |                                             |                                                    |                                                    |                                                    |                                                    | 8. Alois Podstatzky-Lichtenstein 1905–1982         | 8. Alois Podstatzky-Lichtenstein 1905–1982         | 8. Alois Podstatzky-Lichtenstein 1905–1982    | 8. Alois Podstatzky-Lichtenstein 1905–1982    | 8. Alois Podstatzky-Lichtenstein 1905–1982 | 8. Alois Podstatzky-Lichtenstein 1905–1982 |                                            |                                            | Anna Marie, roz. Harrachová 1906–2001      | Anna Marie, roz. Harrachová 1906–2001      | Anna Marie, roz. Harrachová 1906–2001     | Anna Marie, roz. Harrachová 1906–2001     | Anna Marie, roz. Harrachová 1906–2001                  | Anna Marie, roz. Harrachová 1906–2001                  |                                                        |                                                        | Franz Sigmund Rosty-Forgách de Bárkócz 1892–1957       | Franz Sigmund Rosty-Forgách de Bárkócz 1892–1957       | Franz Sigmund Rosty-Forgách de Bárkócz 1892–1957  | Franz Sigmund Rosty-Forgách de Bárkócz 1892–1957  | Franz Sigmund Rosty-Forgách de Bárkócz 1892–1957  | Franz Sigmund Rosty-Forgách de Bárkócz 1892–1957  |                                            |                                            | Alice, roz. Harrachová 1916–2006           | Alice, roz. Harrachová 1916–2006           | Alice, roz. Harrachová 1916–2006                  | Alice, roz. Harrachová 1916–2006                  | Alice, roz. Harrachová 1916–2006                  | Alice, roz. Harrachová 1916–2006                  |                                                   |                                                   | Karl August Dreihann-Holenia von Sulzberg 1906–1978 | Karl August Dreihann-Holenia von Sulzberg 1906–1978 | Karl August Dreihann-Holenia von Sulzberg 1906–1978 | Karl August Dreihann-Holenia von Sulzberg 1906–1978 | Karl August Dreihann-Holenia von Sulzberg 1906–1978 | Karl August Dreihann-Holenia von Sulzberg 1906–1978 |                                                     |                                                     |                                                     |                                                     |                                                     |                                                     |                                   |                                   |  |  |
| 10. Josepha, roz. Harrachová 1905–2000                    | 10. Josepha, roz. Harrachová 1905–2000                    | 10. Josepha, roz. Harrachová 1905–2000                        | 10. Josepha, roz. Harrachová 1905–2000                    | 10. Josepha, roz. Harrachová 1905–2000                    | 10. Josepha, roz. Harrachová 1905–2000                    |                                             |                                             |                                                    |                                                    |                                                    |                                                    | 8. Alois Podstatzky-Lichtenstein 1905–1982         | 8. Alois Podstatzky-Lichtenstein 1905–1982         | 8. Alois Podstatzky-Lichtenstein 1905–1982    | 8. Alois Podstatzky-Lichtenstein 1905–1982    | 8. Alois Podstatzky-Lichtenstein 1905–1982 | 8. Alois Podstatzky-Lichtenstein 1905–1982 |                                            |                                            | Anna Marie, roz. Harrachová 1906–2001      | Anna Marie, roz. Harrachová 1906–2001      | Anna Marie, roz. Harrachová 1906–2001     | Anna Marie, roz. Harrachová 1906–2001     | Anna Marie, roz. Harrachová 1906–2001                  | Anna Marie, roz. Harrachová 1906–2001                  |                                                        |                                                        | Franz Sigmund Rosty-Forgách de Bárkócz 1892–1957       | Franz Sigmund Rosty-Forgách de Bárkócz 1892–1957       | Franz Sigmund Rosty-Forgách de Bárkócz 1892–1957  | Franz Sigmund Rosty-Forgách de Bárkócz 1892–1957  | Franz Sigmund Rosty-Forgách de Bárkócz 1892–1957  | Franz Sigmund Rosty-Forgách de Bárkócz 1892–1957  |                                            |                                            | Alice, roz. Harrachová 1916–2006           | Alice, roz. Harrachová 1916–2006           | Alice, roz. Harrachová 1916–2006                  | Alice, roz. Harrachová 1916–2006                  | Alice, roz. Harrachová 1916–2006                  | Alice, roz. Harrachová 1916–2006                  |                                                   |                                                   | Karl August Dreihann-Holenia von Sulzberg 1906–1978 | Karl August Dreihann-Holenia von Sulzberg 1906–1978 | Karl August Dreihann-Holenia von Sulzberg 1906–1978 | Karl August Dreihann-Holenia von Sulzberg 1906–1978 | Karl August Dreihann-Holenia von Sulzberg 1906–1978 | Karl August Dreihann-Holenia von Sulzberg 1906–1978 |                                                     |                                                     |                                                     |                                                     |                                                     |                                                     |                                   |                                   |  |  |
|                                                           |                                                           |                                                               |                                                           |                                                           |                                                           |                                             |                                             |                                                    |                                                    |                                                    |                                                    |                                                    |                                                    |                                               |                                               |                                            |                                            |                                            |                                            |                                            |                                            |                                           |                                           |                                                        |                                                        |                                                        |                                                        |                                                        |                                                        |                                                   |                                                   |                                                   |                                                   |                                            |                                            |                                            |                                            |                                                   |                                                   |                                                   |                                                   |                                                   |                                                   |                                                     |                                                     |                                                     |                                                     |                                                     |                                                     |                                                     |                                                     |                                                     |                                                     |                                                     |                                                     |                                   |                                   |  |  |
|                                                           |                                                           |                                                               |                                                           |                                                           |                                                           |                                             |                                             |                                                    |                                                    |                                                    |                                                    |                                                    |                                                    |                                               |                                               |                                            |                                            |                                            |                                            |                                            |                                            |                                           |                                           |                                                        |                                                        |                                                        |                                                        |                                                        |                                                        |                                                   |                                                   |                                                   |                                                   |                                            |                                            |                                            |                                            |                                                   |                                                   |                                                   |                                                   |                                                   |                                                   |                                                     |                                                     |                                                     |                                                     |                                                     |                                                     |                                                     |                                                     |                                                     |                                                     |                                                     |                                                     |                                   |                                   |  |  |
| II. 11. František Karel Podstatzky-Lichtenstein 1933–2016 | II. 11. František Karel Podstatzky-Lichtenstein 1933–2016 | II. 11. František Karel Podstatzky-Lichtenstein 1933–2016     | II. 11. František Karel Podstatzky-Lichtenstein 1933–2016 | II. 11. František Karel Podstatzky-Lichtenstein 1933–2016 | II. 11. František Karel Podstatzky-Lichtenstein 1933–2016 |                                             |                                             | 9. Mária-Anita, roz. Mailáth de Székhely 1926–2000 | 9. Mária-Anita, roz. Mailáth de Székhely 1926–2000 | 9. Mária-Anita, roz. Mailáth de Székhely 1926–2000 | 9. Mária-Anita, roz. Mailáth de Székhely 1926–2000 | 9. Mária-Anita, roz. Mailáth de Székhely 1926–2000 | 9. Mária-Anita, roz. Mailáth de Székhely 1926–2000 |                                               |                                               | I. Béla Hosszúfalussy de Hosszúfalu 1920–? | I. Béla Hosszúfalussy de Hosszúfalu 1920–? | I. Béla Hosszúfalussy de Hosszúfalu 1920–? | I. Béla Hosszúfalussy de Hosszúfalu 1920–? | I. Béla Hosszúfalussy de Hosszúfalu 1920–? | I. Béla Hosszúfalussy de Hosszúfalu 1920–? |                                           |                                           | 12. Maria Leopoldina Podstatzky-Lichtenstein 1936–2021 | 12. Maria Leopoldina Podstatzky-Lichtenstein 1936–2021 | 12. Maria Leopoldina Podstatzky-Lichtenstein 1936–2021 | 12. Maria Leopoldina Podstatzky-Lichtenstein 1936–2021 | 12. Maria Leopoldina Podstatzky-Lichtenstein 1936–2021 | 12. Maria Leopoldina Podstatzky-Lichtenstein 1936–2021 |                                                   |                                                   | Jan Nepomuk Podstatzky-Lichtenstein * 1937        | Jan Nepomuk Podstatzky-Lichtenstein * 1937        | Jan Nepomuk Podstatzky-Lichtenstein * 1937 | Jan Nepomuk Podstatzky-Lichtenstein * 1937 | Jan Nepomuk Podstatzky-Lichtenstein * 1937 | Jan Nepomuk Podstatzky-Lichtenstein * 1937 |                                                   |                                                   |                                                   |                                                   |                                                   |                                                   | Anita, roz. de Lorgeril * 1945                      | Anita, roz. de Lorgeril * 1945                      | Anita, roz. de Lorgeril * 1945                      | Anita, roz. de Lorgeril * 1945                      | Anita, roz. de Lorgeril * 1945                      | Anita, roz. de Lorgeril * 1945                      |                                                     |                                                     |                                                     |                                                     |                                                     |                                                     |                                   |                                   |  |  |
| II. 11. František Karel Podstatzky-Lichtenstein 1933–2016 | II. 11. František Karel Podstatzky-Lichtenstein 1933–2016 | II. 11. František Karel Podstatzky-Lichtenstein 1933–2016     | II. 11. František Karel Podstatzky-Lichtenstein 1933–2016 | II. 11. František Karel Podstatzky-Lichtenstein 1933–2016 | II. 11. František Karel Podstatzky-Lichtenstein 1933–2016 |                                             |                                             | 9. Mária-Anita, roz. Mailáth de Székhely 1926–2000 | 9. Mária-Anita, roz. Mailáth de Székhely 1926–2000 | 9. Mária-Anita, roz. Mailáth de Székhely 1926–2000 | 9. Mária-Anita, roz. Mailáth de Székhely 1926–2000 | 9. Mária-Anita, roz. Mailáth de Székhely 1926–2000 | 9. Mária-Anita, roz. Mailáth de Székhely 1926–2000 |                                               |                                               | I. Béla Hosszúfalussy de Hosszúfalu 1920–? | I. Béla Hosszúfalussy de Hosszúfalu 1920–? | I. Béla Hosszúfalussy de Hosszúfalu 1920–? | I. Béla Hosszúfalussy de Hosszúfalu 1920–? | I. Béla Hosszúfalussy de Hosszúfalu 1920–? | I. Béla Hosszúfalussy de Hosszúfalu 1920–? |                                           |                                           | 12. Maria Leopoldina Podstatzky-Lichtenstein 1936–2021 | 12. Maria Leopoldina Podstatzky-Lichtenstein 1936–2021 | 12. Maria Leopoldina Podstatzky-Lichtenstein 1936–2021 | 12. Maria Leopoldina Podstatzky-Lichtenstein 1936–2021 | 12. Maria Leopoldina Podstatzky-Lichtenstein 1936–2021 | 12. Maria Leopoldina Podstatzky-Lichtenstein 1936–2021 |                                                   |                                                   | Jan Nepomuk Podstatzky-Lichtenstein * 1937        | Jan Nepomuk Podstatzky-Lichtenstein * 1937        | Jan Nepomuk Podstatzky-Lichtenstein * 1937 | Jan Nepomuk Podstatzky-Lichtenstein * 1937 | Jan Nepomuk Podstatzky-Lichtenstein * 1937 | Jan Nepomuk Podstatzky-Lichtenstein * 1937 |                                                   |                                                   |                                                   |                                                   |                                                   |                                                   | Anita, roz. de Lorgeril * 1945                      | Anita, roz. de Lorgeril * 1945                      | Anita, roz. de Lorgeril * 1945                      | Anita, roz. de Lorgeril * 1945                      | Anita, roz. de Lorgeril * 1945                      | Anita, roz. de Lorgeril * 1945                      |                                                     |                                                     |                                                     |                                                     |                                                     |                                                     |                                   |                                   |  |  |
|                                                           |                                                           |                                                               |                                                           |                                                           |                                                           |                                             |                                             |                                                    |                                                    |                                                    |                                                    |                                                    |                                                    |                                               |                                               |                                            |                                            |                                            |                                            |                                            |                                            |                                           |                                           |                                                        |                                                        |                                                        |                                                        |                                                        |                                                        |                                                   |                                                   |                                                   |                                                   |                                            |                                            |                                            |                                            |                                                   |                                                   |                                                   |                                                   |                                                   |                                                   |                                                     |                                                     |                                                     |                                                     |                                                     |                                                     |                                                     |                                                     |                                                     |                                                     |                                                     |                                                     |                                   |                                   |  |  |
|                                                           |                                                           |                                                               |                                                           |                                                           |                                                           |                                             |                                             |                                                    |                                                    |                                                    |                                                    |                                                    |                                                    |                                               |                                               |                                            |                                            |                                            |                                            |                                            |                                            |                                           |                                           |                                                        |                                                        |                                                        |                                                        |                                                        |                                                        |                                                   |                                                   |                                                   |                                                   |                                            |                                            |                                            |                                            |                                                   |                                                   |                                                   |                                                   |                                                   |                                                   |                                                     |                                                     |                                                     |                                                     |                                                     |                                                     |                                                     |                                                     |                                                     |                                                     |                                                     |                                                     |                                   |                                   |  |  |
| Karl Alois Podstatzky-Lichtenstein * 1968                 | Karl Alois Podstatzky-Lichtenstein * 1968                 | Karl Alois Podstatzky-Lichtenstein * 1968                     | Karl Alois Podstatzky-Lichtenstein * 1968                 | Karl Alois Podstatzky-Lichtenstein * 1968                 | Karl Alois Podstatzky-Lichtenstein * 1968                 |                                             |                                             | Michael Johannes Podstatzky-Lichtenstein * 1970    | Michael Johannes Podstatzky-Lichtenstein * 1970    | Michael Johannes Podstatzky-Lichtenstein * 1970    | Michael Johannes Podstatzky-Lichtenstein * 1970    | Michael Johannes Podstatzky-Lichtenstein * 1970    | Michael Johannes Podstatzky-Lichtenstein * 1970    |                                               |                                               |                                            |                                            |                                            |                                            | Ludmila Maria Bubna-Litic * 1972           | Ludmila Maria Bubna-Litic * 1972           | Ludmila Maria Bubna-Litic * 1972          | Ludmila Maria Bubna-Litic * 1972          | Ludmila Maria Bubna-Litic * 1972                       | Ludmila Maria Bubna-Litic * 1972                       |                                                        |                                                        | 7. Maria Josefa Podstatzky-Lichtenstein 1972–1972      | 7. Maria Josefa Podstatzky-Lichtenstein 1972–1972      | 7. Maria Josefa Podstatzky-Lichtenstein 1972–1972 | 7. Maria Josefa Podstatzky-Lichtenstein 1972–1972 | 7. Maria Josefa Podstatzky-Lichtenstein 1972–1972 | 7. Maria Josefa Podstatzky-Lichtenstein 1972–1972 |                                            |                                            | Maria del Carmen Pastor * 1979             | Maria del Carmen Pastor * 1979             | Maria del Carmen Pastor * 1979                    | Maria del Carmen Pastor * 1979                    | Maria del Carmen Pastor * 1979                    | Maria del Carmen Pastor * 1979                    |                                                   |                                                   |                                                     |                                                     |                                                     |                                                     | Franz Philipp Podstatzky-Lichtenstein * 1974        | Franz Philipp Podstatzky-Lichtenstein * 1974        | Franz Philipp Podstatzky-Lichtenstein * 1974        | Franz Philipp Podstatzky-Lichtenstein * 1974        | Franz Philipp Podstatzky-Lichtenstein * 1974        | Franz Philipp Podstatzky-Lichtenstein * 1974        |                                                     |                                                     |                                   |                                   |  |  |
| Karl Alois Podstatzky-Lichtenstein * 1968                 | Karl Alois Podstatzky-Lichtenstein * 1968                 | Karl Alois Podstatzky-Lichtenstein * 1968                     | Karl Alois Podstatzky-Lichtenstein * 1968                 | Karl Alois Podstatzky-Lichtenstein * 1968                 | Karl Alois Podstatzky-Lichtenstein * 1968                 |                                             |                                             | Michael Johannes Podstatzky-Lichtenstein * 1970    | Michael Johannes Podstatzky-Lichtenstein * 1970    | Michael Johannes Podstatzky-Lichtenstein * 1970    | Michael Johannes Podstatzky-Lichtenstein * 1970    | Michael Johannes Podstatzky-Lichtenstein * 1970    | Michael Johannes Podstatzky-Lichtenstein * 1970    |                                               |                                               |                                            |                                            |                                            |                                            | Ludmila Maria Bubna-Litic * 1972           | Ludmila Maria Bubna-Litic * 1972           | Ludmila Maria Bubna-Litic * 1972          | Ludmila Maria Bubna-Litic * 1972          | Ludmila Maria Bubna-Litic * 1972                       | Ludmila Maria Bubna-Litic * 1972                       |                                                        |                                                        | 7. Maria Josefa Podstatzky-Lichtenstein 1972–1972      | 7. Maria Josefa Podstatzky-Lichtenstein 1972–1972      | 7. Maria Josefa Podstatzky-Lichtenstein 1972–1972 | 7. Maria Josefa Podstatzky-Lichtenstein 1972–1972 | 7. Maria Josefa Podstatzky-Lichtenstein 1972–1972 | 7. Maria Josefa Podstatzky-Lichtenstein 1972–1972 |                                            |                                            | Maria del Carmen Pastor * 1979             | Maria del Carmen Pastor * 1979             | Maria del Carmen Pastor * 1979                    | Maria del Carmen Pastor * 1979                    | Maria del Carmen Pastor * 1979                    | Maria del Carmen Pastor * 1979                    |                                                   |                                                   |                                                     |                                                     |                                                     |                                                     | Franz Philipp Podstatzky-Lichtenstein * 1974        | Franz Philipp Podstatzky-Lichtenstein * 1974        | Franz Philipp Podstatzky-Lichtenstein * 1974        | Franz Philipp Podstatzky-Lichtenstein * 1974        | Franz Philipp Podstatzky-Lichtenstein * 1974        | Franz Philipp Podstatzky-Lichtenstein * 1974        |                                                     |                                                     |                                   |                                   |  |  |
|                                                           |                                                           |                                                               |                                                           |                                                           |                                                           |                                             |                                             |                                                    |                                                    |                                                    |                                                    |                                                    |                                                    |                                               |                                               |                                            |                                            |                                            |                                            |                                            |                                            |                                           |                                           |                                                        |                                                        |                                                        |                                                        |                                                        |                                                        |                                                   |                                                   |                                                   |                                                   |                                            |                                            |                                            |                                            |                                                   |                                                   |                                                   |                                                   |                                                   |                                                   |                                                     |                                                     |                                                     |                                                     |                                                     |                                                     |                                                     |                                                     |                                                     |                                                     |                                                     |                                                     |                                   |                                   |  |  |
|                                                           |                                                           |                                                               |                                                           |                                                           |                                                           |                                             |                                             |                                                    |                                                    |                                                    |                                                    |                                                    |                                                    |                                               |                                               |                                            |                                            |                                            |                                            |                                            |                                            |                                           |                                           |                                                        |                                                        |                                                        |                                                        |                                                        |                                                        |                                                   |                                                   |                                                   |                                                   |                                            |                                            |                                            |                                            |                                                   |                                                   |                                                   |                                                   |                                                   |                                                   |                                                     |                                                     |                                                     |                                                     |                                                     |                                                     |                                                     |                                                     |                                                     |                                                     |                                                     |                                                     |                                   |                                   |  |  |
|                                                           |                                                           |                                                               |                                                           |                                                           |                                                           |                                             |                                             |                                                    |                                                    | Georg Emmanuel Podstatzky-Lichtenstein * 2014      | Georg Emmanuel Podstatzky-Lichtenstein * 2014      | Georg Emmanuel Podstatzky-Lichtenstein * 2014      | Georg Emmanuel Podstatzky-Lichtenstein * 2014      | Georg Emmanuel Podstatzky-Lichtenstein * 2014 | Georg Emmanuel Podstatzky-Lichtenstein * 2014 |                                            |                                            | Agnes-Alma Podstatzky-Lichtenstein * 2016  | Agnes-Alma Podstatzky-Lichtenstein * 2016  | Agnes-Alma Podstatzky-Lichtenstein * 2016  | Agnes-Alma Podstatzky-Lichtenstein * 2016  | Agnes-Alma Podstatzky-Lichtenstein * 2016 | Agnes-Alma Podstatzky-Lichtenstein * 2016 |                                                        |                                                        |                                                        |                                                        |                                                        |                                                        |                                                   |                                                   |                                                   |                                                   |                                            |                                            |                                            |                                            | Sophia Sarolta Podstatzky-Lichtenstein * 2015     | Sophia Sarolta Podstatzky-Lichtenstein * 2015     | Sophia Sarolta Podstatzky-Lichtenstein * 2015     | Sophia Sarolta Podstatzky-Lichtenstein * 2015     | Sophia Sarolta Podstatzky-Lichtenstein * 2015     | Sophia Sarolta Podstatzky-Lichtenstein * 2015     |                                                     |                                                     | Pablo Adalberto Podstatzky-Lichtenstein * 2017      | Pablo Adalberto Podstatzky-Lichtenstein * 2017      | Pablo Adalberto Podstatzky-Lichtenstein * 2017      | Pablo Adalberto Podstatzky-Lichtenstein * 2017      | Pablo Adalberto Podstatzky-Lichtenstein * 2017      | Pablo Adalberto Podstatzky-Lichtenstein * 2017      |                                                     |                                                     |                                                     |                                                     |                                   |                                   |  |  |
|                                                           |                                                           |                                                               |                                                           |                                                           |                                                           |                                             |                                             |                                                    |                                                    | Georg Emmanuel Podstatzky-Lichtenstein * 2014      | Georg Emmanuel Podstatzky-Lichtenstein * 2014      | Georg Emmanuel Podstatzky-Lichtenstein * 2014      | Georg Emmanuel Podstatzky-Lichtenstein * 2014      | Georg Emmanuel Podstatzky-Lichtenstein * 2014 | Georg Emmanuel Podstatzky-Lichtenstein * 2014 |                                            |                                            | Agnes-Alma Podstatzky-Lichtenstein * 2016  | Agnes-Alma Podstatzky-Lichtenstein * 2016  | Agnes-Alma Podstatzky-Lichtenstein * 2016  | Agnes-Alma Podstatzky-Lichtenstein * 2016  | Agnes-Alma Podstatzky-Lichtenstein * 2016 | Agnes-Alma Podstatzky-Lichtenstein * 2016 |                                                        |                                                        |                                                        |                                                        |                                                        |                                                        |                                                   |                                                   |                                                   |                                                   |                                            |                                            |                                            |                                            | Sophia Sarolta Podstatzky-Lichtenstein * 2015     | Sophia Sarolta Podstatzky-Lichtenstein * 2015     | Sophia Sarolta Podstatzky-Lichtenstein * 2015     | Sophia Sarolta Podstatzky-Lichtenstein * 2015     | Sophia Sarolta Podstatzky-Lichtenstein * 2015     | Sophia Sarolta Podstatzky-Lichtenstein * 2015     |                                                     |                                                     | Pablo Adalberto Podstatzky-Lichtenstein * 2017      | Pablo Adalberto Podstatzky-Lichtenstein * 2017      | Pablo Adalberto Podstatzky-Lichtenstein * 2017      | Pablo Adalberto Podstatzky-Lichtenstein * 2017      | Pablo Adalberto Podstatzky-Lichtenstein * 2017      | Pablo Adalberto Podstatzky-Lichtenstein * 2017      |                                                     |                                                     |                                                     |                                                     |                                   |                                   |  |  |